# Şenol Sunat

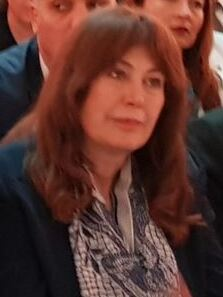
Şenol Sunat (2018)

Şenol Sunat (* 2. Oktober 1956 in Bursa) ist eine türkische Politikerin, Parlamentsabgeordnete der İyi Parti („Gute Partei“) und Vorsitzende der Frauenorganisation des Türk Ocağı.

## Biografie
Şenol Sunat wurde als Tochter von Vedat und Nurhayat in der westtürkischen Stadt Bursa geboren. Sie studierte Biologie an der Gazi-Universität in Ankara und Verwaltungswissenschaften an der Anatolien-Universität in Eskişehir. Sie promovierte und erlangte den akademischen Grad Doktor an der Gazi-Universität. Nach den Studien war sie an der Gazi-Universität als Lehrerin tätig.
Bei den Parlamentswahlen 2007 wurde sie als Abgeordnete der Partei der Nationalistischen Bewegung (MHP) für die Provinz Izmir in die Großen Nationalversammlung gewählt. Sie war zu diesem Zeitpunkt neben Meral Akşener eine der zwei weiblichen Parlamentsabgeordneten der MHP. 
Şenol Sunat ist seit der Parteigründung im Oktober 2017 Stellvertretende Parteivorsitzende der İyi Parti und zuständig für Angelegenheiten, welche das Parlament betreffen. 
Neben Türkisch beherrscht sie fließend Englisch. Sie ist verheiratet und Mutter von zwei Kindern.